# Sentinel (videogioco 1984)
Sentinel è un videogioco di volo e combattimento spaziale, appartenente al filone di Star Trek e Star Raiders, pubblicato nel 1984 per Commodore 64 da Synapse Software. Una riedizione del 1988 della Omnisoft ha il titolo modificato in Fire Storm.

## Modalità di gioco
Il giocatore pilota un'astronave nello stile di un semplice simulatore di volo e deve difendere una zona di spazio attorno al pianeta Jaraloba, rappresentata a grande scala da una griglia piana di 10 x 6 caselle con il pianeta al centro. L'obiettivo è eliminare tutte le forze ostili dei Gorganitor prima che riescano ad accerchiare e assalire Jaraloba, oppure a distruggere l'astronave del giocatore.
La visuale è tridimensionale, in prima persona dalla prua dell'astronave. Sia per dirigere l'astronave che per sparare si muove un mirino, come nel classico Star Wars. Quando ci si trova in un settore tranquillo, appare in sovrapposizione la griglia che permette di vedere la posizione di tutte le forze nemiche e di selezionare un'altra casella verso cui trasferirsi. Il viaggio da una casella all'altra avviene con una breve sequenza di volo nell'iperspazio, di durata proporzionale alla distanza, durante la quale bisogna evitare degli asteroidi. In presenza di nemici nel settore, la griglia scompare automaticamente per far posto all'azione locale.
L'astronave del giocatore è armata con doppio raggio laser e con una scorta limitata di missili Proton Helix. Ha una certa quantità di scudi, che determinano quanti colpi si possono ancora sopportare, e di energia, che cala lentamente col tempo e maggiormente quando si usano i laser. Si dispone di un radar, sovrapposto in trasparenza alla visuale, e di un sistema di tracciamento della posizione del bersaglio. Un indicatore numerico direttamente sul mirino ne dice anche la distanza. Nella parte alta dello schermo sono sempre presenti i vari indicatori dello stato dell'astronave.
Ci sono tre tipi di astronavi Gorganitor: le più piccole, agili e poco resistenti, quelle dotate di scudi difensivi e le quattro astronavi madri che fanno da basi. Mentre i due tipi più leggeri vagano a gruppi di tre su tutta la griglia, le basi stanno ferme e disarmate ma possono lanciare nuove astronavi piccole. Quando il giocatore entra in una casella occupata da una base, deve attraversare un campo minato per raggiungere l'obiettivo e può quindi distruggerla lanciando un missile nel suo punto debole, un portello che si apre periodicamente.
Sulla griglia sono presenti anche quattro basi alleate, alle quali il giocatore può recarsi per fare rifornimento, ricaricare gli scudi e riparare i danni; le attrezzature di bordo possono infatti essere danneggiate dai colpi. Anche le basi amiche però sono circondate da un campo minato da evitare, e possono essere accerchiate e distrutte dai Gorganitor.